# 佐藤雅彦 (美術史家)
佐藤 雅彦（さとう まさひこ、1925年10月10日 - 1988年3月23日）は、日本の美術史家、陶磁器研究家。東洋美術史、中国、日本の陶磁史を研究。

## 来歴
東京生まれ。慶應義塾大学文学部芸術学科卒。1951年大阪市立美術館学芸員、学芸課長、1972年京都市立芸術大学教授、1980年学長。北海道立近代美術館館長。

## 著書
- 『陶器全集 第9巻 漢・六朝の土偶』平凡社 1958
- 『中国の土偶』美術出版社 1965
- 『乾山』三彩社 1970 東洋美術選書
- 『茶道美術全集 第1 茶碗 中国・朝鮮』千宗室監修 求竜堂 1970
- 『陶磁大系 34 中国の土偶』平凡社 1972
- 『陶器講座 12 中国 4 清』雄山閣出版 1975
- 『陶磁大系 37 白磁』平凡社 1975
- 『中国陶磁史』平凡社 1978
- 『中国やきもの案内』平凡社カラー新書 1979
- 『やきもの入門』平凡社 1983

### 共編著
- 『陶器講座 7 中国 3 元・明』中野徹共著 雄山閣出版 1971
- 『中国美術 第3巻 彫塑』長広敏雄共著 講談社 1972
- 『茶碗の見方 改訂増補』佐藤進三著 徳間書店 1973
- 『日本陶磁全集 28 乾山・古清水』中央公論社 1975
- 『日本のやきもの 23 乾山』講談社 1975
- 『世界陶磁全集 11 隋・唐』長谷部楽爾共編 小学館 1976
- 『日本陶磁全集 17 唐津』中央公論社 1976
- 『日本陶磁全集 19 薩摩』中央公論社 1978
- 『日本のやきもの=現代の巨匠 18 近藤悠三』編著 講談社 1978
- 『世界陶磁全集 15 清』ジョン・エアーズ共編 小学館 1983

### 翻訳
- 『東洋陶磁大観 第8巻 ギメ美術館』編集アルベール・ル・ボヌール等 翻訳監修 講談社 1975
- 『東洋陶磁大観 第9巻 ストックホルム東アジア博物館 編集・ブ・ユリアンスヴァッド 翻訳監修 講談社 1976
- 『東洋陶磁大観 第4巻 イラン国立考古博物館 フィロウツ・バガルザーデほか編集 翻訳監修 講談社 1978
- ダントルコール『中国陶瓷見聞録』小林太市郎訳注 佐藤補注 平凡社・東洋文庫 1979

## 参考
- デジタル版日本人名大辞典